# 邑借
邑借（ゆうしゃく、朝鮮語: 읍차）は、馬韓の官名である。馬韓の国内は、いくつもの諸小国に分立していたが、それぞれには首長がおり、大きな首長を臣智といい、それに次ぐものを邑借と呼んでいた。

## 概要
『三国志』魏書東夷伝には馬韓諸国の首長が「臣智」「邑借」という称号を称していたことが記されている。武田幸男は、この「臣智」という身分称号について、楽浪郡の設置を一つの契機として、前漢王朝の冊封体制に三韓諸国の首長層が外臣として取り込まれ、「臣」と自称するようになったと解釈している。すなわち、臣智とは「臣たるもの」の謂であり、中国皇帝に対する臣下のことであり、それを諸小国の首長の立場から表現したものである。前漢王朝の朝鮮植民地楽浪郡と三韓支配層との交渉が本格的にはじまるのは、紀元前1世紀中葉から後葉であるが、慶尚道地域における紀元前1世紀代の漢式遺物は、再加工品を除いて、慶尚南道昌原市茶戸里1号墳、慶尚北道慶州市朝陽洞38号墳、慶尚北道永川市龍田里遺跡のように鉄製武器類・農工具類など多数の造物を副葬した支配層の墳墓から出土しており、これらの漢式遺物は弁韓・辰韓の支配層が楽浪郡との交渉を通じた前漢王朝への朝貢によって入手したものといえ、この時期に楽浪郡を通じた前漢王朝への朝貢がおこなわれるようになったと推定される。